# Accertamenti Diffusione Stampa
L'Accertamenti Diffusione Stampa S.r.l. (abrégé ADS) est une société italienne de certification basée à Milan. Elle certifie les données relatives au tirage et à la diffusion fournies par les éditeurs de quotidiens et de périodiques publiés en Italie. Depuis 2013, ADS certifie également les ventes des éditions numérisées des journaux italiens.

## Détection et certification
L'ADS certifie les données fournies par les éditeurs, en termes de, :
- tirage : nombre d'exemplaires imprimés en Italie et à l'international, hors rebuts d'impression ;
- ventes totales : total payé (dans les canaux prévus par la loi) et part des abonnements ;
- diffusion : somme du total des ventes, des abonnements payés, des ventes en bloc, des abonnements provenant des cotisations, des abonnements gratuits, des cadeaux, des « coupons » gratuits et de la diffusion à l'étranger.
- retours : nombre d'exemplaires imprimés et retournés invendus ;
- total payé : somme du total des ventes et des abonnements payés.

Un exemple des différents termes utilisés peut être trouvé dans la vente des quotidiens à partir d'avril 2012. L'objectif des enquêtes est de « fournir des informations objectives et impartiales au marché » qui permettent aux investisseurs d'orienter et d'optimiser leur communication publicitaire.
Il existe deux types de relevés : externes (auprès des distributeurs, des revendeurs et des abonnés), et internes (auprès de chaque éditeur ou de son distributeur national unique). Les deux vérifications sont effectuées par des sociétés d'audit, à une différence près : l'ADS choisit une société qui se charge des relevés externes, tandis que chaque éditeur a la possibilité de choisir une société de confiance pour les relevés internes.

## Publication des données
Les données sont publiées chaque mois. Depuis 1998, l'ADS publie également chaque mois les données — communiquées par l'éditeur — sur la moyenne mobile mensuelle des douze derniers mois (par exemple, en octobre 1998, la moyenne de la période novembre 1997 - octobre 1998 (deux semestres), en novembre 1998 la moyenne de décembre 1997 - novembre 1998, etc.).
Depuis janvier 2013, la diffusion certifiée par l'ADS comprend également la vente d'exemplaires numériques. En juillet 2016, l'ADS décide de suspendre pendant quelques mois le recensement des ventes d'exemplaires numériques multiples des quotidiens. Début 2017, l'ADS publie de nouvelles règles pour la vérification de la vente des éditions numériques des quotidiens, qui entrent en vigueur avec les relevés de mai, publiés en juillet 2017.